# Отани, Кодзуй
Кодзу́й Ота́ни (яп. 大谷 光瑞 О:тани Ко:дзуй, в русскоязычных источниках встречается написание Кодзуи; монашеское имя Кёнё (яп. 鏡如 Кё:нё), 27 декабря 1876 — 5 октября 1948) — японский путешественник-исследователь, организатор и спонсор экспедиций в Центральную Азию. В европейской литературе известен с титулом «граф Отани», поскольку был выходцем из родовой знати, в японской литературе также как 22 настоятель Западного монастыря Хонган-дзи. 

## Биография

### Образование
В молодости Кодзуй Отани получал образование в Лондоне и путешествовал по Европе. В это время он познакомился с рядом путешественников-исследователей. В их числе были Свен Гедин, Аурель Стейн и Альберт фон Ле Кок. Эти встречи сильно повлияли на него, и он принял решение исследовать Восточный Туркестан, регион, сыгравший важную роль в распространении буддизма. Среди его целей было обнаружение старинных текстов буддийских сутр.

### Экспедиции Отани
В 1902—1910 годах Кодзуй Отани организовал и финансировал три значительных экспедиции в Центральную Азию, только в первой из которых (1902—1904) он участвовал лично. Основной район исследований включал оазисы Синьцзяна. Ответвления маршрутов включали также Казахстан, Непал, Индию и Россию. Самым значительным достижением считается археологическое исследование древнего города Субаши в пустыне Такла-Макан. 
Кодзуй Отани вынужден был прекратить личное участие в экспедициях, потому что после смерти в 1903 году отца, Отани Косона, он унаследовал от него пост настоятеля монастыря.

### Деятельность в Японии
В качестве настоятеля он продолжал организацию экспедиций, а также совершил модернизацию буддийской школы Дзёдо-синсю в Киото.
Расходы на экспедиции повлекли за собой долги Дзёдо-синсю, и в результате возникшего финансового скандала в 1914 году он вынужден был отречься от поста настоятеля, передав его своему племяннику Косё Отани, который стал 23-м настоятелем.

### Годы Второй мировой войны
В период войны Кодзуй Отани был советником на оккупированных Японией территориях Китая (Маньчжоу-го) и побывал в советском плену (1945—1947).
Через несколько лет после войны он умер от рака желудка.

## Оценка деятельности
Кодзуй Отани состоял членом Королевского географического общества. Разведки Британской и Российской империй в связи с вовлечённостью региона его исследований в Большую Игру придерживались мнения, что археологическая направленность экспедиций графа Отани — не более чем прикрытие для шпионажа. 
Значительная по объёму и важная для науки археологическая «Коллекция Отани» ныне разделена между музеями в Японии (Киото и Токио), а также в Китае и Корее. Дневники и фотографии, сделанные экспедициями, а также их ботанические коллекции хранятся в Университете Рюкоку в Японии.
Кодзуй Отани также оставил ряд исследований, посвящённых Китаю и Маньчжурии. 